# Noemi (cantora)
Noemi, nome artístico de Veronica Scopelliti, (Roma, 25 de janeiro de 1982) é uma cantora e compositora italiana.
Tornou-se conhecida do grande público em 2009, após participar da segunda edição italiana do X Factor. Ao longo de sua carreira, participou de oito Festivais de Sanremo e recebeu inúmeros prêmios e reconhecimentos, incluindo cinco Wind Music Awards e um Nastro d'Argento especial pela interpretação da canção Domani è un altro giorno, além de várias indicações ao World Music Award, TRL Awards, OGAE e ao Nastro d'Argento de melhor canção original pela música Vuoto a perdere.
Em 2017, também entrou para o Guinness World Records, no Dia da Festa da Música por ter realizado o maior número de concertos em doze horas (nove).

## Discografia

### Álbum
| Ano  | Título                           | Posição na classificação | Posição na classificação | Posição na classificação | Certificação           | Cópias vendidas |
| Ano  | Título                           | Itália                   | Itália                   | União Europeia           | Certificação           | Cópias vendidas |
| Ano  | Título                           | FIMI                     | iTunes                   | União Europeia           | Certificação           | Cópias vendidas |
| ---- | -------------------------------- | ------------------------ | ------------------------ | ------------------------ | ---------------------- | --------------- |
| 2009 | Sulla mia pelle                  | 3                        | 1                        | 44                       | Duplo disco de platina | 140.000+        |
| 2010 | Sulla mia pelle (Deluxe Edition) | 3                        | 1                        | 42                       | Duplo disco de platina | 140.000+        |
| 2011 | RossoNoemi                       | 6                        | 1                        |                          | Duplo disco de platina | 120.000+        |

### EP
| Ano  | Título | Posição na classificação | Posição na classificação | Posição na classificação | Certificação  | Cópias vendidas |
| Ano  | Título | Itália                   | Itália                   | União Europeia           | Certificação  | Cópias vendidas |
| Ano  | Título | FIMI                     | iTunes                   | União Europeia           | Certificação  | Cópias vendidas |
| ---- | ------ | ------------------------ | ------------------------ | ------------------------ | ------------- | --------------- |
| 2009 | Noemi  | 8                        | 1                        | 97                       | Disco de ouro | 50.000+         |

### Singles
| Ano  | Título                               | Posição na classificação | Posição na classificação | Posição na classificação | Certificação           | Álbum/EP                         |
| Ano  | Título                               | Itália                   | Itália                   | União Europeia           | Certificação           | Álbum/EP                         |
| Ano  | Título                               | FIMI                     | iTunes                   | União Europeia           | Certificação           | Álbum/EP                         |
| ---- | ------------------------------------ | ------------------------ | ------------------------ | ------------------------ | ---------------------- | -------------------------------- |
| 2009 | Briciole                             | 2                        | 1                        | 51                       | Disco de ouro          | Noemi                            |
| 2009 | L'amore si odia com Fiorella Mannoia | 1                        | 1                        | 34                       | Duplo disco de platina | Sulla mia pelle                  |
| 2010 | Per tutta la vita                    | 1                        | 1                        | 42                       | Disco de platina       | Sulla mia pelle (Deluxe Edition) |
| 2010 | Vertigini                            | -                        | 1                        | -                        |                        | Sulla mia pelle (Deluxe Edition) |
| 2011 | Vuoto a perdere                      | 6                        | 1                        | 47                       | Disco de platina       | RossoNoemi                       |
| 2011 | Odio tutti i cantanti                | -                        | 1                        | -                        |                        | RossoNoemi                       |
| 2011 | Poi inventi il modo                  |                          | 1                        |                          |                        | RossoNoemi                       |

### Colaborações
| Ano  | Canção                                 | Em colaboração com                   | Album/DVD                             |
| ---- | -------------------------------------- | ------------------------------------ | ------------------------------------- |
| 2009 | L'amore si odia                        | Fiorella Mannoia                     | Sulla mia pelle                       |
| 2009 | L'amore si odia                        | Fiorella Mannoia                     | Sulla mia pelle (Deluxe Edition)      |
| 2009 | L'amore si odia                        | Fiorella Mannoia                     | Ho imparato a sognare                 |
| 2009 | L'amore si odia                        | Fiorella Mannoia                     | Ho imparato a sognare - DVD           |
| 2009 | Quanto ti voglio                       | Claudio Baglioni e Gianluca Grignani | Q.P.G.A.                              |
| 2010 | Quanto ti voglio                       | Claudio Baglioni e Gianluca Grignani | Q.P.G.A. - Filmopera                  |
| 2010 | Il mio canto libero                    | Amiche per l'Abruzzo                 | Amiche per l'Abruzzo - DVD            |
| 2010 | L'amore si odia (acustic live version) | Fiorella Mannoia                     | Il tempo e l'armonia                  |
| 2010 | L'amore si odia (acustic live version) | Fiorella Mannoia                     | Il tempo e l'armonia (Deluxe Edition) |
| 2010 | Come si cambia                         | Neri per Caso                        | Donne                                 |
| 2011 | La promessa                            | Stadio                               | Diamanti e caramelle                  |
| 2015 | L'amore eternit                        | Fedez                                | Pop-Hoolista                          |

### Coletânea musical
2009

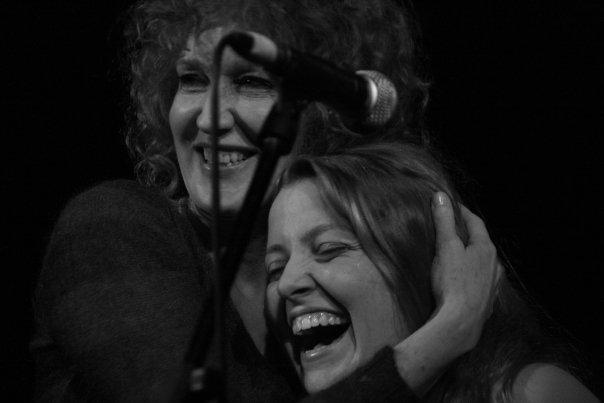
Noemi com Fiorella Mannoia

- X Factor Anteprima Compilation 2009 com Albachiara[17]
- X Factor Finale Compilation 2009 com La costruzione di un amore[18]
- Hit Mania Estate 2009 com Briciole[19]
- MTV Summer Song com Briciole[20]
- Estahits '09 com Briciole[21]
- Strike! com L'amore si odia[22]

2010
- Super Sanremo 2010 com Per tutta la vita[23]
- Radio Italia Estate com Briciole[24]
- TRL On the Road com Per tutta la vita[25]
- Radio Italia Top 2010 com Vertigini[26]

2011
- Love... per sempre com La costruzione di un amore[27]
- Je t'aime 2011 com Per tutta la vita[28]
- Maschi contro femmine - Femmine contro maschi com Vuoto a perdere[29]
- Maschi contro femmine - Femmine contro maschi com L'amore si odia[29]
- Radio Italia - Mi piace com Il cielo in una stanza
- Wind Music Awards 2011 com Vuoto a perdere
- Radio Italia Top Estate 2011 com Odio tutti i cantanti

### Videoclipe
| Ano  | Videoclipe            | Diretor de cinema | Duração      |
| ---- | --------------------- | ----------------- | ------------ |
| 2009 | Briciole              | Gaetano Morbioli  | 3 min : 43 s |
| 2009 | L'amore si odia       | Gaetano Morbioli  | 3 min : 17 s |
| 2010 | Per tutta la vita     | Gaetano Morbioli  | 3 min : 22 s |
| 2011 | Vuoto a perdere       | Fausto Brizzi     | 4 min : 03 s |
| 2011 | Odio tutti i cantanti | Noemi             | 4 min : 20 s |
| 2011 | Poi inventi il modo   | Noemi             | 3 min : 28 s |

Com a participação de Noemi
- 2006 - Dimmi come passi le notti[33] (com sua irmã Arianna) de Pier Cortese

### DVD
Com a participação de Noemi
- 2009 - Ho imparato a sognare (CD + DVD) de Fiorella Mannoia
- 2009 - Q.P.G.A. Filmopera (2 DVD) de Claudio Baglioni
- 2010 - Amiche per l'Abruzzo (2 DVD) de AA.VV.
- 2010 - Il tempo e l'armonia (CD + DVD) de Fiorella Mannoia
- 2010 - Il tempo e l'armonia (Deluxe Edition) (2 CD + 1 DVD) de Fiorella Mannoia
- 2011 - Femmine contro maschi (DVD) de Fausto Brizzi

### Banda sonora
- 2011 - Vuoto a perdere em Femmine contro maschi de Fausto Brizzi

## Festival de Sanremo
- 2010 - Festival de Sanremo 2010 - Per tutta la vita: finalista

## Prêmios

### 2009
- Disco de ouro pelas vendas do EP Noemi[10]
- Wind Music Awards mais promissora cantora
- Disco de ouro pelas vendas do single Briciole

### 2010
- Disco de platina pelas vendas do single Per tutta la vita[34]
- Wind Music Awards pelas vendas do single L'amore si odia com Fiorella Mannoia[35]
- Wind Music Awards pelas vendas do single Per tutta la vita[35]
- Wind Music Awards pelas vendas pelo álbum Sulla mia pelle[35]

### 2011
- Duplo disco de platina pelo álbum Sulla mia pelle[5]
- Duplo disco de platina pelo álbum RossoNoemi[7]
- Wind Music Awards pelas vendas pelo álbum Sulla mia pelle
- Wind Music Awards pelas vendas pelo álbum RossoNoemi
- Nastro d'Argento do single Vuoto a perdere
- Disco de platina pelas vendas do single Vuoto a perdere[36]
- Premio Lunezia para Vuoto a perdere
- Duplo disco de platina pelas vendas do single L'amore si odia com Fiorella Mannoia

## Turnês
| Ano       | Turnês                  | Datas | Nação            | Álbum/EP                         |
| --------- | ----------------------- | ----- | ---------------- | -------------------------------- |
| 2009      | Noemi tour              | 23    | Itália           | Noemi                            |
| 2009/2010 | Sulla mia pelle tour I  | 22    | Itália           | Sulla mia pelle                  |
| 2010      | Sulla mia pelle tour II | 53    | Itália Eslovênia | Sulla mia pelle (Deluxe Edition) |
| 2011      | RossoNoemi tour         |       | Itália           | RossoNoemi                       |

## Band
- Emanuele Fontana: Teclado e Órgão Hammond
- Claudio Storniolo: Piano
- Gabriele Greco: Baixo elétrico e Contrabaixo
- Bernardo Baglioni: Guitarra
- Donald Renda: Bateria e Cajón

## Outras atividades
Teatro
- 2006/2007: Donna Gabriella e i suoi figli de Gabriele Cirilli
- 2010: Cirque du Cirill de Gabriele Cirilli

Escritora
- 2010: jornal Panorana
- 2010: revista Il Blasco de Vasco Rossi

Publicidade
- 1983: Pampers
- 2010/2011: A.I.S.M.

Dublagem
- 2010: curta-metragem de Stefano Argentero

Disegner
- 2010: merchandising Sulla mia pelle tour

Jornalista
- 2002/2005: Nessuno TV

Jingle
- 2010: Rudy Sunday